# Court Suzanne Lenglen
Court Suzanne Lenglen – stadion tenisowy kompleksu Stade Roland Garros w Paryżu, na którym od 1928 roku rozgrywany jest wielkoszlemowy turniej tenisowy French Open.
Obiekt został otwarty w maju 1994 i pomieści 10 068 osób co sprawia, że jest drugim co do ilości miejsc stadionem Stade Roland Garros, po Court Philippe Chatrier. Początkowo nosił nazwę Court A, jednak w 1997 zmieniono na obecną by uczcić Suzanne Lenglen, która triumfowała podczas French Championships (od 1968 French Open) dziewiętnaście razy (sześć w singlu, sześć w deblu i siedem w mikście).
W roku 2018 zainstalowano nowe, wysokiej jakości drewniane krzesełka w miejsce starych plastikowych w kolorach szarym i zielonym.